# Sūgāh
Sūgāh (persiska: سوگا, Sūgā, سوگاه) är en ort i Iran.   Den ligger i provinsen Qazvin, i den norra delen av landet, 140 km nordväst om huvudstaden Teheran. Sūgāh ligger 1 232 meter över havet och antalet invånare är 197.
Terrängen runt Sūgāh är kuperad åt sydväst, men åt nordost är den bergig.Runt Sūgāh är det ganska tätbefolkat, med 108 invånare per kvadratkilometer. Närmaste större samhälle är Rāzmīān, 4,5 km sydväst om Sūgāh. Trakten runt Sūgāh består i huvudsak av gräsmarker.